# TV3 (Argelia)
TV3 (en árabe: الجزائرية الثالثة‎ ), también conocida como El Ikhbariya (en árabe: الجزائرية الإخبارية‎ ) y anteriormente Algeria 3 (acrónimo A3), es el tercer canal de noticias de la televisión nacional pública de Argelia. Forma parte del grupo estatal EPTV, junto con TV1, TV2, TV4, TV5, TV6, TV7, TV8 y TV9 . Es un canal en idioma árabe dedicado a las noticias.

## Historia
TV3 se puso en marcha el 5 de julio de 2001. El 28 de octubre de 2015, el canal comenzó a emitir sus programas en HD.
Tras el lanzamiento de TV6, TV3 se convirtió en un canal de noticias.

## Programación

### Variedades
- ALG DZ Comedy Show (ديزاد كوميدي شو; 2017)
- ALG Our Family (فاملتنا; 2016)
- ALG Medical Advices (إرشادات طبية)

### Telenovelas
- ALG An Accused Love [ar] (حب في قفص الاتهام; 2015)
- JOR Al Mergāb [ar] (المرقاب; 2017)
- TUR Beni Affet [tr] (سامحيني; 2014–2015)
- ALG Cold Winter (شتاء بارد)
- ALG Hearts Under Ash [ar] (قلوب تحت الرماد; 2016)
- PRC The Legend of Bruce Lee (أسطورة بروس لي; 2016)
- ALG Switchers (سويتشرز)

### Otros
- ALG A Book on A3 (كتاب على الثالثة; 2016)

## Antiguos logos del canal

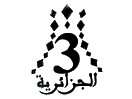
2007-2019

### Competiciones deportivas
- Copa de Argelia
- Liga Profesional 1 de Argelia
- Liga Profesional 2 de Argelia